# Палатас, Ник
Ник Палатас (англ. Nick Palatas; род. 22 января 1988 года, Бетесда, Мэриленд, США) — американский актёр. Известен по роли Шэгги в телевизионных фильмах «Скуби-Ду 3: Тайна начинается» (2009) и «Скуби-Ду 4: Проклятье озёрного монстра» (2010).

## Биография
Ник Палатас учился в Oak Park High School в Канзас-Сити (штат Миссури).
В школьные годы участвовал в театральной постановке «Пираты Пензанса» в роли одного из пиратов, после чего твёрдо решил стать актёром.

### Карьера
До съёмок в кино выступал в театре Канзас-Сити, затем переехал в Лос-Анджелес. Дебютировал в короткометражке Love 2007 года. В 2008 году подписал контракт с Inside Pulse Movies на съёмки в четырёх телевизионных фильмах про Скуби-Ду в роли Шэгги. 
Менеджер актёра — Пол Браун из New Wave Entertainment.

## Личная жизнь
Женат на Мариссе Дениг, младшей сестре актрисы Мэгги Грейс.
У Ника два брата — Филипп и Кэмерон. Кэмерон — тоже актёр.
В октябре 2009 Ник Палатас позвонил в службу 911, сообщив, что отрезал пилой часть большого пальца на правой руке во время ремонта в своём доме в Нортридже (Калифорния). Мать Ника доставила фрагмент пальца в госпиталь Нортриджа, однако медики в больнице сказали, что его невозможно восстановить.

## Фильмография
| Год  |     | Русское название                       | Оригинальное название                 | Роль               |
| ---- | --- | -------------------------------------- | ------------------------------------- | ------------------ |
| 2007 | кор | Любовь                                 | Love                                  | Школьник #1        |
| 2009 | ф   | Скуби-Ду 3: Тайна начинается           | Scooby-Doo! The Mystery Begins        | Шэгги Роджерс      |
| 2010 | с   | Тру Джексон                            | True Jackson, VP                      | Скит               |
| 2010 | ф   | Скуби-Ду 4: Проклятье озёрного монстра | Scooby-Doo! Curse of the Lake Monster | Шэгги Роджерс      |
| 2011 | мф  | Скуби-Ду! Легенда о Фантозавре         | Scooby-Doo! Legend of the Phantosaur  | в роли самого себя |
| 2013 | с   | Школа престолов                        | School of Thrones                     | Роб Старк          |